# Enhielm
Enhielm är en svensk adlig släkt som härstammade från Peder Nilsson Enander.

## Historik
Löjtnanten Peder Nilsson Enander vid Östgöta kavalleriregemente och Sara Göransdotter fick tillsammans sonen Samuel Pedersson Enander. Han föddes 1642 på Sondarps gård i Norra Sandsjö församling. Samuel Pedersson Enander kom att arbeta som kamrer i kammarkollegium och adlades 31 oktober 1693 till Enhielm. Adelsätten introducerades samma år i Sveriges riddarhus.

## Medlemmar
- Samuel Enhielm (1642–1710), kamrer.[1]
- Gustaf Enhielm (1696–1741), militär.[1]
- Samuel Enhielm (1705–1775), militär.[1]